# Psomophis joberti
Espèce
Synonymes
- Enicognathus joberti Sauvage, 1884
- Liophis joberti (Sauvage, 1884)

Psomophis joberti  est une espèce de serpents de la famille des Dipsadidae.

## Répartition
Cette espèce se rencontre :
- au Paraguay ;
- au Brésil dans les États d'Amazonas, de Bahia, du Ceará, du Minas Gerais et de Pará ;

Sa présence est incertain en Bolivie.

## Étymologie
Cette espèce est nommée en l'honneur de Clément Jobert.

## Publication originale
- Sauvage, 1884 : Sur quelques Reptiles de la collection du Muséum d’Histoire Naturelle. Bulletin de la Société Philomatique, sér. 7, vol. 8, p. 142-147 (texte intégral).